# 白云文化广场站
白云文化广场站是广州地铁2號線及12號線的换乘車站，位於中国广东省广州市白云区。2号线车站位于雲城中二路与云城中三路之间的地底，于2010年9月25日啟用。12号线车站位于齐富路雲城西路口東側的地底，于2025年6月29日啟用。
本站站名共有六個漢字，与京溪南方醫院站同为目前廣州地鐵系統中最長的站名。

## 車站結構
白云文化广场站分为2号线及12号线两个站体，其中2号线站体位于雲城中二路与云城中三路之间，旧白云机场跑道中轴线地下；12号线站体位于齐富路雲城西路口東側。车站周边為齐富路、雲城西路、雲城中二路、雲城中三路、广州白云国际会议中心酒店群、广州城市规划展览中心、广东画院等建筑。

### 2号线站体
2号线站体共有兩層。地面为车站各出入口；地下一層為2號綫月台及其东西两个站厅；地下二層為聯絡通道。
| 地下一层 | 2号线西站廳 | 售票機、客服中心、警务室、安检设施 经换乘通道前往 █12号线         |  |  |
|          | 侧式站台    |                                                                   |  |  |
|          | 2 站台      | █2号线 广州南站方向（下站：白云公园）                             |  |  |
|          | 1 站台      | █2号线 嘉禾望岗方向（下站：蕭崗）                                 |  |  |
|          | 侧式站台    |                                                                   |  |  |
|          | 2号线东站廳 | 售票機、客服中心、商店、安检设施 付费区经两层换乘通道前往 █12号线 |  |  |
| 地下二层 | 联络通道    | 付费区来往两侧站厅                                                |  |  |

### 12号线站体
12号线站体共有三層。地面为车站各出入口；地下一層為12號綫站廳；地下二层为车站设备区；地下三层为12号线站台。
此外，连接2号线的换乘通道亦分为上下两层，其中下层换乘通道位于2号线站体旁正线路轨下方，以通往2号线1站台和东站厅。
| 地下一层 | 12号线站廳                 | 售票機、客服中心、警务室、安检设施               |  |  |
|          | 换乘通道                   | 前往 █2号线                                      |  |  |
| 地下二层 | 设备区                     | 车站设备                                         |  |  |
|          | 下层换乘通道               | 付费区来往地下一层换乘通道及 █2号线 1站台/东站厅 |  |  |
| 地下三层 | 4 站台                     | █12号线 潯峰崗方向（下站：新市墟）               |  |  |
|          | 岛式站台（卫生间、母婴室） |                                                  |  |  |
|          | 3 站台                     | █12号线 广州体育馆方向（下站：广州体育馆）       |  |  |

### 站厅及换乘
白雲文化廣場站分为12号线站廳以及2号线東西兩個站廳，三者均位于地下一层。两线通过换乘通道相连，步行用时约6分钟。换乘通道另划分为付费区和非付费区，其中付费区设有自动人行道。另外，2号线兩個站廳、月台通过兩條路軌下方的付费区联络通道和12号线配建的下层换乘通道連接，兩個站廳在非付費區並不相通。
12号线站厅为方便乘客进出，站厅北侧被划分为付费区，收费区内设有专用电梯、多条扶手电梯及楼梯方便乘客前往月台。
白雲文化廣場站2号线和12号线两个站厅均設有自动售票機及智能客務中心。其中2号线东站厅設有一家7-11便利店，另外亦设有自动售卖机等设施。2号线站厅靠近C出入口处及12号线站厅靠近D出入口处的车站控制中心旁设有自動體外去顫器。
- 2号线西站厅
- 12号线站厅
- 2号线付费区聯絡通道
- 两线付费区内的换乘通道
- 两线付费区内的下层换乘通道

### 月台

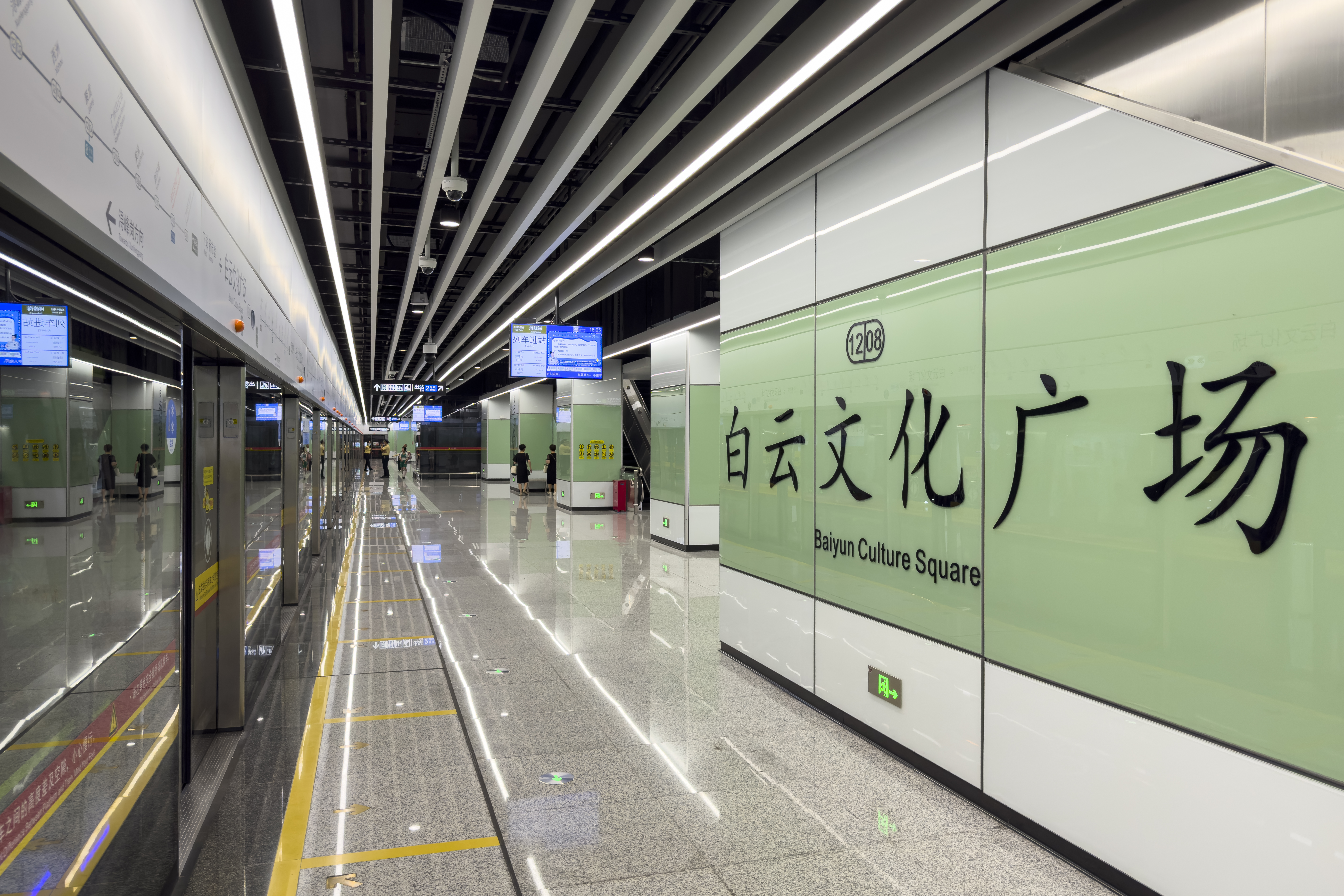
12号线4站台

白云文化广场站2号线設有兩個側式月台，位於舊白雲機場中軸線的地底。两个月台在乘客眼中看似兩個位於不同層數的單向式月台，但事實上它們是對向式月台設計，只是兩個月台之間被牆壁完全阻隔，令乘客無從得知兩月台位於同一層，与2号线飞翔公园站至黄边站設計類似。
12号线则设有一个岛式月台，位于齐富路的地底。本站的卫生间及母婴室均设于12号线站台。

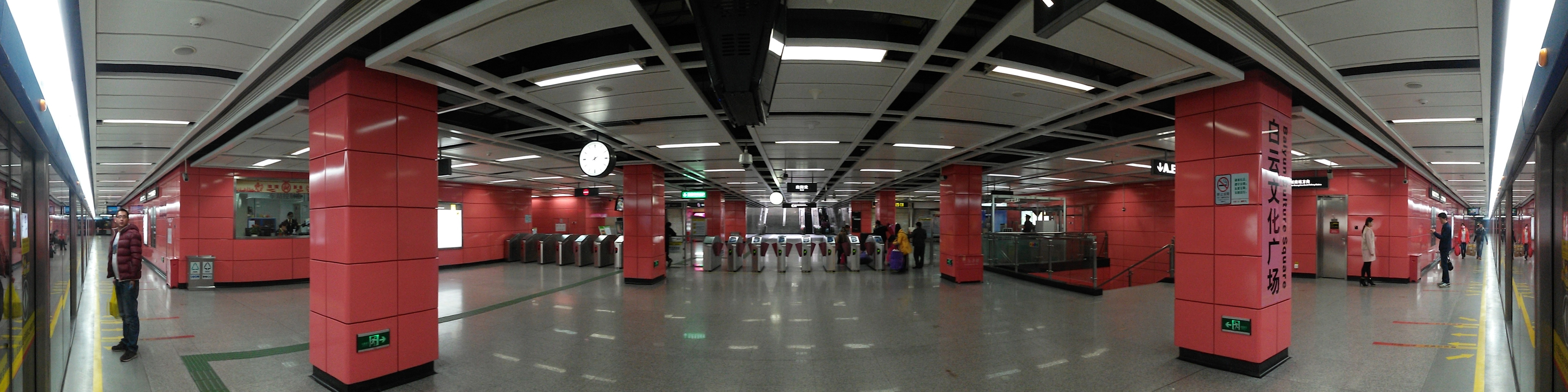
2号线1站台全景图

### 出入口
白云文化广场站共设有5个出入口，其中A、B出入口位于2号线西站厅，C出入口位于2号线东站厅，D、E出入口位于12号线站厅。
|                                                             |                                                           |      |            |                                                                                           |
|                                                             |                                                           |      |            |                                                                                           |
| 编号                                                        | 设施                                                      | 照片 | 出口指示   | 建议前往的目的地                                                                          |
| 2号线西站厅                                                 |                                                           |      |            |                                                                                           |
| A                                                           | 扶手电梯标志                                              |      | 云城中三路 | 云城西路、广东画院 公交：云城西路中站、白云文化广场总站、云城中三路（地铁白云文化广场站） |
| B                                                           | 盲道标志 · 无障碍通道标志 · 轮椅升降台标志                |      | 云城中二路 | 广州白云越秀万豪酒店群                                                                    |
| 2号线东站厅                                                 |                                                           |      |            |                                                                                           |
| C                                                           | 盲道标志 · 轮椅升降台标志 · 无障碍通道标志 · 扶手电梯标志 |      | 云城中二路 | 云城东路、广州市城市规划展览中心 公交：云城中二路（地铁白云文化广场站）                   |
| 12号线站厅                                                  |                                                           |      |            |                                                                                           |
| D                                                           | 盲道标志 · 升降机标志 · 无障碍通道标志 · 扶手电梯标志     |      | 云城西路   | 云城北一路、云城中三路、齐富路 公交：云城西路中站（北行）                                 |
| E                                                           | 扶手电梯标志                                              |      | 齐富路     | 云城东路                                                                                  |
| 註： 設有 \| 設有 \| 設有 \| 設有輪椅升降台 \| 設有扶手電梯 |                                                           |      |            |                                                                                           |

## 接驳交通
车站附近设有白云文化广场公交总站、云城西路中公交车站等多个公交站点，可前往广州白云站、新市墟、南悦花苑、黄石路等地。
另外，在车站B出口外设有便民车前往萧岗村、百信广场等周边居住区及商业区，同时设有公交直达专线前往白云山西门，逢周末及节假日开行，方便游客来往白云山风景名胜区及地铁站。
| 编号 | 编号  | 线路                 | 线路 | 线路                       | 收费 | 备注   |
| ---- | ----- | -------------------- | ---- | -------------------------- | ---- | ------ |
|      | 广424 | （广州）白云文化广场 | ⇆    | （佛山）白沙（中海金沙湾） | 3元  | 经槎头 |
|      | 522   | 白云文化广场         | ⇆    | 神山                       | 3元  |        |
|      | 555   | 大坦沙（市1中）      | ⇆    | 白云文化广场               | 2元  |        |

| 编号 | 编号 | 线路               | 线路 | 线路                             | 收费 | 备注 |
| ---- | ---- | ------------------ | ---- | -------------------------------- | ---- | ---- |
|      | 421  | 广州白云站公交总站 | ↻    | 云城中二路（地铁白云文化广场站） | 2元  |      |

| 编号 | 编号  | 线路                 | 线路 | 线路                             | 收费 | 备注                                           |
| ---- | ----- | -------------------- | ---- | -------------------------------- | ---- | ---------------------------------------------- |
|      | 421   | 广州白云站公交总站   | ↻    | 云城中二路（地铁白云文化广场站） | 2元  |                                                |
|      | 广424 | （广州）白云文化广场 | ⇆    | （佛山）白沙（中海金沙湾）       | 3元  | 经槎头                                         |
|      | 759   | 南悅花苑             | ↻    | 南悅花苑                         | 2元  | 经云城西路（萧岗地铁站）、地铁白云公园站       |
|      | 夜114 | 南悦花苑             | ↻    | 南悦花苑                         | 3元  | 经云城东路北，不经地铁白云公园站 759路附属线路 |

| 编号 | 编号  | 线路               | 线路 | 线路                             | 收费 | 备注                                           |
| ---- | ----- | ------------------ | ---- | -------------------------------- | ---- | ---------------------------------------------- |
|      | 199   | 齊富路             | ⇆    | 水荫路                           | 2元  |                                                |
|      | 421   | 广州白云站公交总站 | ↻    | 云城中二路（地铁白云文化广场站） | 2元  |                                                |
|      | 555   | 大坦沙（市1中）    | ⇆    | 白云文化广场                     | 2元  |                                                |
|      | 742   | 石井鸦岗           | ⇆    | 地铁飞翔公园站                   | 2元  |                                                |
|      | 759   | 南悅花苑           | ↻    | 南悅花苑                         | 2元  | 经云城西路（萧岗地铁站）、地铁白云公园站       |
|      | 981   | 机场路             | ⇆    | 永泰新村                         | 2元  |                                                |
|      | 夜114 | 南悦花苑           | ↻    | 南悦花苑                         | 3元  | 经云城东路北，不经地铁白云公园站 759路附属线路 |

## 利用狀況
車站開通初期，舊機場北半部地塊仍未得到有效開發，位處其中的白雲文化廣場站因而被荒地所包圍，三個出入口皆處於荒地之中。現時車站往東為白雲國際會議中心，西邊數百米即是住宅區和城中村林立的新市地區。但只有新市東邊一帶離2號線較近。往北數百米則有大型樓盤、廣東畫院新址和廣州城市規劃展覽中心。本站的客流主要來自蕭崗村和齊富路的居民，以及前往白雲國際會議中心和廣州城市規劃展覽中心的遊客。新市西边一带的部分居民會搭乘公交前往本站接駁。因此本站早晚高峰客流量頗為樂觀，非高峰時段客流相對較少。
本站12号线启用初期，由于12号线尚未全线开通，因此有不少乘客会在本站进行换乘，早晚高峰时段车站客流会大幅上升。

## 历史

### 2号线
本站最早出现于1997年出現的《廣州市城市快速軌道交通線網規劃研究（最終報告）》中，是2號線拆分后一个沿线车站。由于当时规划线路的北段是沿機場路和106國道行走，本站亦因此在机场路新市一带附近设站，同时命名为新市站。後來在2000年方案中，因应旧白云机场已落实搬迁，三元里以北的2号线北段线路也改為沿舊白雲機場中軸線行走，车站位置亦改在现时位置。
2010年2月，本站根据地处规划的市博物馆、市规划展览中心、省画院、市画院、岭南文化中心围合的城市广场，而定名为白云文化广场站。由于相关文化场馆建设时序较后，在很长一段时间内没有名为“白云文化广场”的广场，不少市民被车站站名误导；直到2023年4月，2号线车站上方才有“白云新城市民广场”建成。因站名无法对应实际场所，本站与同属二号线的白云公园、飞翔公园三站被市民戏称为「白云三骗子」。
2號線白云文化广场站于2007年正式动工；2010年9月28日，本站随新二号线、八号线开通运营而正式启用。
2017年6月10日上午6时至10时，本站开展应急演练。演练期间本站停止对外服务。
2022年疫情期间，本站曾多次受防控措施影响而需要调整服务。4月疫情期间，本站于4月9日至4月17日暂停运营；年末疫情期间，本站于11月21日至27日暂停运营。

### 12号线
在1997年出現的《廣州市城市快速軌道交通線網規劃研究（最終報告）》中，2號線與6號線（相关路段成为现时的12号线）換乘站设于机场路岗贝路口的崗貝站，随后在2000年的方案中随2号线改设于现时的白云公园站。但在2016年因應接駁國鐵棠溪站的規劃需求而更改12号线的規劃走線，改為在本站換乘2號線。
12号线车站最初设于云城中三路雲城西路口東側，直接与2号线西站厅相接，同时12號線站台拟建設換乘通道連接至2號線東站廳1號月台一側。此站位方案虽有较近的换乘距离，但會令本站相邻區間需要下穿白雲國際會議中心及萧岗村多栋房屋，施工風險較大。故其後车站北移，改在齐富路雲城西路口東側地块设置，与2号线车站距离大幅增加，故只能建设连接2号线西站厅的换乘通道。由于换乘通道长达350米，通道内将设有自动人行道。同時亦會擴建現有2號線車站，擴大2號線站台候車空間；並增設下穿2號線軌行區的扶梯過軌通道，滿足2號線北行與12號線間換乘的需要。
2019年10月11日开始对齐富路进行围蔽，同年11月7日对展览路进行围蔽，以配合12号线车站建设。车站主体结构于2022年10月封顶。2号线车站部分位置亦于2024年10月围蔽，以配合12号线车站接入及相关配套工程的开展。12号线车站于2025年3月27日完成“三权”移交。
2025年6月29日，12号线车站正式启用。